# Hydrogenosome
Hydrogenosome là một bào quan có màng bao bọc của một số Trùng lông (ciliate) kỵ khí, sinh vật nguyên sinh Trichomonas, nấm và động vật.
Các hydrogenosome của trichomonad (được nghiên cứu nhiều nhất trong các vi sinh vật chứa hydrogenosome) sản xuất các phân tử hydro, acetate, CO2 và ATP bởi các tác động kết hợp của pyruvate: ferredoxin oxido-reductase, hydrogenase, acetate: succinate transferase CoA và succinate thiokinase. Superoxide dismutase, malate dehydrogenase (decarboxylating), ferredoxin, kinase adenylate và NADH: ferredoxin oxido-reductase cũng được khoanh vùng trong hydrogenosome.
Gần như được chấp nhận rộng rãi rằng hydrogenosome tiến hóa từ ty thể.
Vào năm 2010, các nhà khoa học đã báo cáo khám phá về động vật đa bào kỵ khí đầu tiên được biết đến với các bào quan tựa-hydrogenosome.